# 韋里尼
50°6′58″N 24°6′55″E / 50.11611°N 24.11528°E
韋里尼（烏克蘭語：Верини），是烏克蘭西部的村莊，隸屬利維夫州的利維夫區。該村始建於1648年，面積0.57平方公里，海拔高度220米，2021年人口75，人口密度每平方公里175.96人。